# ベニール・ダリウシュ
ベニール・ダリウシュ（Beneil Dariush、1989年5月6日 - ）は、アメリカ合衆国の男性総合格闘家。アッシリア人。西アーザルバーイジャーン州オルーミーイェ出身。アメリカ合衆国カリフォルニア州在住。キングスMMA所属。UFC世界ライト級ランキング9位。

## 来歴
イランで農場を営む家庭に生まれ、9歳の時にアメリカ合衆国に移住した。2007年からブラジリアン柔術を始め、5年で黒帯を獲得。2009年にプロ総合格闘技デビュー。2010年10月、世界ノーギ柔術選手権に出場し、茶帯ミドル級で金メダルを獲得した。

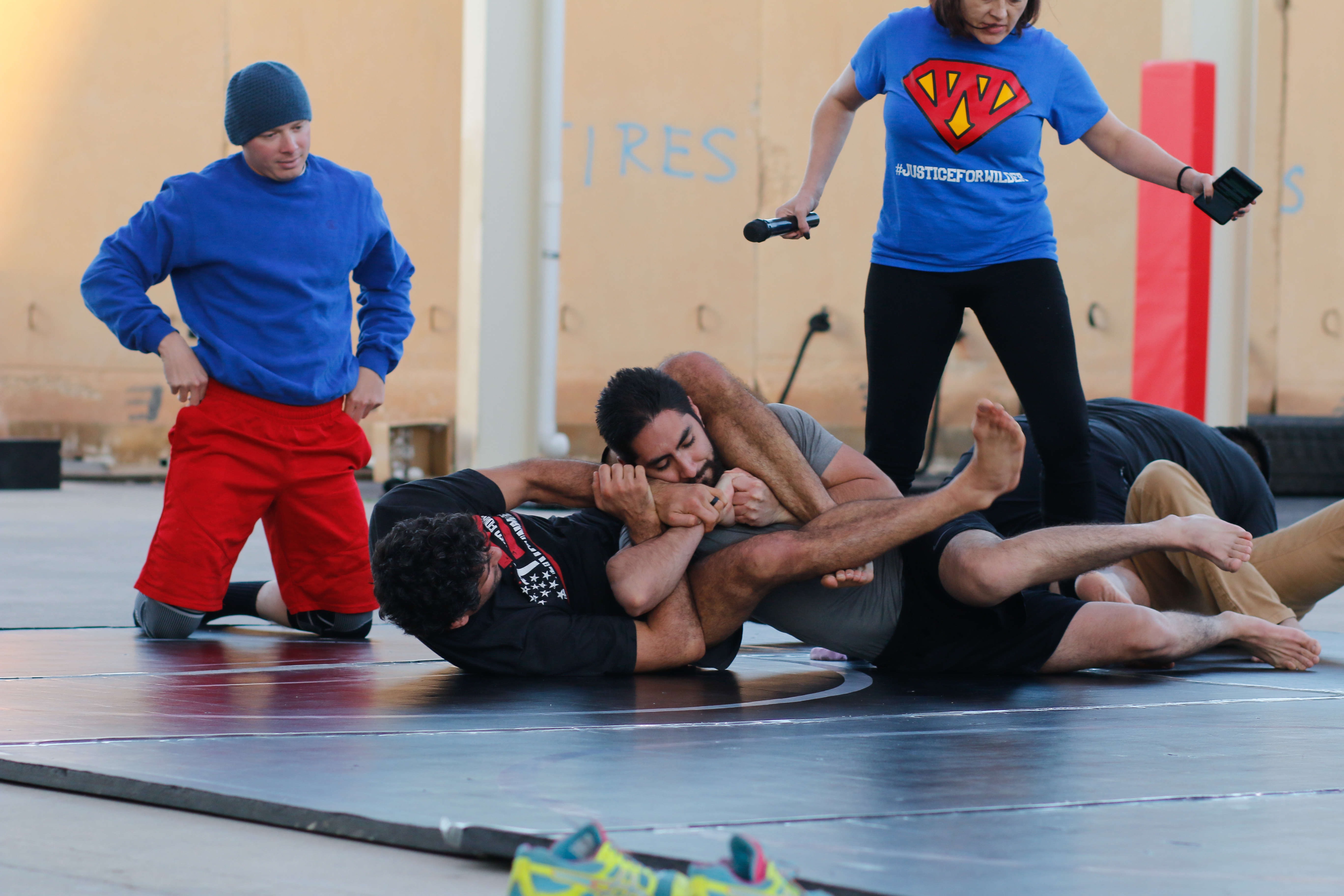
アル・アサード航空基地でグラップリングのレクチャーを行うダリウシュ（2018年）

### UFC
2014年1月15日、UFC初参戦となったUFC Fight Night: Rockhold vs. Philippouでチャーリー・ブレネマンと対戦し、リアネイキドチョークで1R一本勝ち。
2015年3月14日、UFC 185でダロン・クルックシャンクと対戦し、リアネイキドチョークで2R一本勝ち。パフォーマンス・オブ・ザ・ナイトを受賞した。
2015年4月18日、UFC on FOX 15でライト級ランキング12位のジム・ミラーと対戦し、3-0の判定勝ち。
2015年8月8日、UFC Fight Night: Teixeira vs. St. Preuxでライト級ランキング5位のマイケル・ジョンソンと対戦し、2-1の判定勝ち。
2016年4月16日、UFC on FOX 19でライト級ランキング14位のマイケル・キエーザと対戦し、リアネイキドチョークで2R一本負け。
2016年11月5日、UFC Fight Night: dos Anjos vs. Fergusonでライト級ランキング15位のラシッド・マゴメドフと対戦し、3-0の判定勝ち。
2017年3月11日、UFC Fight Night: Belfort vs. Gastelumでライト級ランキング5位のエジソン・バルボーザと対戦し、右飛び膝蹴りで2RKO負け。
2017年10月7日、UFC 216でライト級ランキング14位のエヴァン・ダナムと対戦し、1-0の判定ドロー。
2019年3月9日、UFC Fight Night: Lewis vs. dos Santosでドリュー・ドーバーと対戦し、トライアングルアームバーで2R一本勝ち。パフォーマンス・オブ・ザ・ナイトを受賞した。
2019年10月26日、UFC Fight Night: Maia vs. Askrenでフランク・カマチョと対戦し、リアネイキドチョークで1R一本勝ち。パフォーマンス・オブ・ザ・ナイトを受賞した。
2020年3月7日、UFC 248でドラッカー・クロースと対戦。2R中盤にクロースの右フックでぐらつくものの、直後に右フックで逆にクロースをぐらつかせ、最後は左ストレートで逆転のKO勝ち。3戦連続となるパフォーマンス・オブ・ザ・ナイトを受賞した。また、ダリウシュはこの試合で同年のUFC カムバック・オブ・ザ・イヤーを受賞した。
2021年2月6日、UFC Fight Night: Overeem vs. Volkovでライト級ランキング10位のディエゴ・フェレイラと再戦し、2-1の判定勝ち。ファイト・オブ・ザ・ナイトを受賞した。
2021年5月15日、UFC 262でライト級ランキング5位の元UFC世界ライト級暫定王者トニー・ファーガソンと対戦。3度のテイクダウンを奪い、ヒールフックを極めかけるなどグラウンドの攻防で圧倒して3-0の判定勝ち。
2022年10月22日、UFC 280でライト級ランキング9位のマテウス・ガムロットと対戦。3Rに左フックでダウンを奪うなどスタンドの攻防で試合のペースを握り、3-0の判定勝ち。8連勝となった。
2023年6月10日、UFC 289でライト級ランキング1位の元UFC世界ライト級王者チャールズ・オリベイラと対戦し、パウンドで1RTKO負け。
2023年12月2日、UFC on ESPN: Dariush vs. Tsarukyanでライト級ランキング8位のアルマン・ツァルキヤンと対戦し、右膝蹴りから右ストレートでダウンを奪われパウンドで1RKO負け。

## 人物・エピソード
- UFC 262の試合後インタビューで、テスラ社で妻が注文した自動車が半年を経過しても納車されないとテスラ社の社長イーロン・マスクに呼びかけたところ、イーロン・マスクから直接Twitterで「もうすぐ届く。遅くなって申し訳ない」と謝罪のツイートがあり、試合から3日後には自宅に代車のテスラが届けられた[18][19]。
- 敬虔なクリスチャンであり、ハイチの都市カパイシャンのキリスト教主義学校と孤児院を後援している[20]。また、UFC 248のドラッカー・クロース戦で受賞したファイトボーナス5万ドルを孤児院に寄付した[21]。UFCはダリウシュの慈善活動を賞賛し、2024年6月に「フォレスト・グリフィン・コミュニティ賞」を授与した。

## 戦績
| 総合格闘技 戦績 | 総合格闘技 戦績 | 総合格闘技 戦績 | 総合格闘技 戦績 | 総合格闘技 戦績 | 総合格闘技 戦績 | 総合格闘技 戦績 |
| --------------- | --------------- | --------------- | --------------- | --------------- | --------------- | --------------- |
| 30 試合         | (T)KO           | 一本            | 判定            | その他          | 引き分け        | 無効試合        |
| 23 勝           | 5               | 8               | 10              | 0               | 1               | 0               |
| 6 敗            | 5               | 1               | 0               | 0               | 1               | 0               |

| 勝敗 | 対戦相手                     | 試合結果                                 | 大会名                                            | 開催年月日     |
| ○    | ヘナート・モイカノ           | 5分3R終了 判定3-0                        | UFC 317: Topuria vs. Oliveira                     | 2025年6月28日  |
| ×    | アルマン・ツァルキヤン       | 1R 1:04 KO（右ストレート→パウンド）      | UFC on ESPN 52: Dariush vs. Tsarukyan             | 2023年12月2日  |
| ×    | チャールズ・オリベイラ       | 1R 4:10 TKO（パウンド）                  | UFC 289: Nunes vs. Aldana                         | 2023年6月10日  |
| ○    | マテウス・ガムロット         | 5分3R終了 判定3-0                        | UFC 280: Oliveira vs. Makhachev                   | 2022年10月22日 |
| ○    | トニー・ファーガソン         | 5分3R終了 判定3-0                        | UFC 262: Oliveira vs. Chandler                    | 2021年5月15日  |
| ○    | ディエゴ・フェレイラ         | 5分3R終了 判定2-1                        | UFC Fight Night: Overeem vs. Volkov               | 2021年2月6日   |
| ○    | スコット・ホルツマン         | 1R 4:38 KO（スビニング・バックフィスト） | UFC Fight Night: Lewis vs. Oleinik                | 2020年8月8日   |
| ○    | ドラッカー・クロース         | 2R 1:00 KO（左ストレート）               | UFC 248: Adesanya vs. Romero                      | 2020年3月7日   |
| ○    | フランク・カマチョ           | 1R 2:02 リアネイキドチョーク             | UFC Fight Night: Maia vs. Askren                  | 2019年10月26日 |
| ○    | ドリュー・ドーバー           | 2R 4:41 トライアングルアームバー         | UFC Fight Night: Lewis vs. dos Santos             | 2019年3月9日   |
| ○    | ティアゴ・モイゼス           | 5分3R終了 判定3-0                        | UFC Fight Night: Korean Zombie vs. Rodríguez      | 2018年11月10日 |
| ×    | アレクサンダー・ヘルナンデス | 1R 0:42 KO（左ストレート）               | UFC 222: Cyborg vs. Kunitskaya                    | 2018年3月3日   |
| △    | エヴァン・ダナム             | 5分3R終了 判定1-0                        | UFC 216: Ferguson vs. Lee                         | 2017年10月7日  |
| ×    | エジソン・バルボーザ         | 2R 4:35 KO（右跳び膝蹴り）               | UFC Fight Night: Belfort vs. Gastelum             | 2017年3月11日  |
| ○    | ラシッド・マゴメドフ         | 5分3R終了 判定3-0                        | UFC Fight Night: dos Anjos vs. Ferguson           | 2016年11月5日  |
| ○    | ジェームス・ヴィック         | 1R 4:16 KO（スタンドパンチ連打）         | UFC 199: Rockhold vs. Bisping 2                   | 2016年6月4日   |
| ×    | マイケル・キエーザ           | 2R 1:20 リアネイキドチョーク             | UFC on FOX 19: Teixeira vs. Evans                 | 2016年4月16日  |
| ○    | マイケル・ジョンソン         | 5分3R終了 判定2-1                        | UFC Fight Night: Teixeira vs. St. Preux           | 2015年8月8日   |
| ○    | ジム・ミラー                 | 5分3R終了 判定3-0                        | UFC on FOX 15: Machida vs. Rockhold               | 2015年4月18日  |
| ○    | ダロン・クルックシャンク     | 2R 2:48 リアネイキドチョーク             | UFC 185: Pettis vs. dos Anjos                     | 2015年3月14日  |
| ○    | ディエゴ・フェレイラ         | 5分3R終了 判定3-0                        | UFC 179: Aldo vs. Mendes 2                        | 2014年10月25日 |
| ○    | トニー・マーティン           | 2R 3:38 肩固め                           | UFC Fight Night: Henderson vs. dos Anjos          | 2014年8月23日  |
| ×    | ラムジー・ニジェム           | 1R 4:20 TKO（パウンド）                  | UFC Fight Night: Nogueira vs. Nelson              | 2014年4月11日  |
| ○    | チャーリー・ブレネマン       | 1R 1:45 リアネイキドチョーク             | UFC Fight Night: Rockhold vs. Philippou           | 2014年1月15日  |
| ○    | ジェイソン・メアデアス       | 2R 0:43 KO（パンチ）                     | Respect in the Cage 【RTCライト級タイトルマッチ】 | 2013年5月4日   |
| ○    | トレース・グレー             | 1R 0:36 腕ひしぎ十字固め                 | Respect in the Cage 【RTCライト級王座決定戦】     | 2013年1月19日  |
| ○    | ジウベルト・ドス・サントス   | 1R 4:03 TKO（ドクターストップ）          | High Fight Rock 2                                 | 2012年10月27日 |
| ○    | ドミニク・グティエレス       | 1R 1:16 リアネイキドチョーク             | Samurai Pro Sports: Samurai MMA Pro 2011          | 2011年10月21日 |
| ○    | バンス・ベジャラノ           | 1R ギブアップ                            | Respect in the Cage                               | 2010年10月9日  |
| ○    | ジョーダン・ベッツ           | 5分3R終了 判定2-1                        | Respect in the Cage 2                             | 2009年11月20日 |

## 獲得タイトル
- 世界ノーギ柔術選手権 茶帯ミドル級 優勝（2010年）
- RTCライト級王座（2013年）

## 表彰
- UFC パフォーマンス・オブ・ザ・ナイト（4回）
- UFC ファイト・オブ・ザ・ナイト（1回）
- UFC カムバック・オブ・ザ・イヤー（2020年/ドラッカー・クロース戦）
- フォレスト・グリフィン・コミュニティ賞（2024年）